# Sriperumbudur
Sriperumbudur (tamoul : ஸ்ரீபெரும்புதூர் « sriperumbudūr » ou tamoul : திருபெரும்புதூர் « tiruperumbudūr ») est une ville indienne de l'état du Tamil Nadu située à une quarantaine de kilomètres à l'ouest de Chennai. Elle est connue pour être le lieu de naissance du philosophe et théologien du XIe siècle Ramanuja, mais aussi pour être le lieu où l'ancien Premier ministre Rajiv Gandhi a été assassiné.
Depuis le début des années 2000, c'est un centre industriel et tertiaire en pleine croissance, avec notamment l'implantation d'un des Software Technology Parks of India. Le nouvel aéroport international de Madras devait y être construit, le site d'implantation a été changé en 2022 à Parandur, en raison de difficulté d'acquisition du foncier.